# Canal do Trabalhador
O Canal do Trabalhador é um canal artificial do estado do Ceará construído em 1993 em apenas 90 dias, durante o governo de Ciro Gomes e tem 113 km de extensão. O canal capta águas do rio Jaguaribe na altura de Itaiçaba, despejando-as por gravidade no Açude Pacajus, garantindo o abastecimento de água da Região Metropolitana de Fortaleza.
As águas são transportadas em seguida para o Açude Pacoti/Riachão via o Canal do Ererê e em seguida para o Açude Gavião via o Canal Riachão-Gavião.
A capacidade de evasão é de 6 m3/s.
O Canal do Trabalhador atravessa os municípios de Itaiçaba, Palhano, Cascavel e Pacajus.